# Komba (género)
Komba es un género extinto de gálagos, que abarca especies que vivieron de inicios hasta mediados del Mioceno en África, en Kenia y Uganda. Hasta el momento la última especie descrita es K. walkeri, de depósitos del Mioceno Inferior de Kenia, por Terry Harrison en 2010.